# Saint-Félix-de-Foncaude
Saint-Félix-de-Foncaude település Franciaországban, Gironde megyében. Lakosainak száma 291 fő (2022. január 1.). Saint-Félix-de-Foncaude Saint-Sulpice-de-Pommiers, Saint-Exupéry, Camiran, Castelviel, Saint-Hilaire-du-Bois és Saint-Laurent-du-Bois községekkel határos.

## Népesség
A település népessége az elmúlt években az alábbi módon változott:
| Lakosok száma | 258  | 206  | 244  | 280  | 297  | 297  | 288  | 289  | 290  | 291  |
|               | 1968 | 1982 | 1990 | 2006 | 2013 | 2015 | 2017 | 2019 | 2020 | 2022 |